# Hubert Wołąkiewicz
Hubert Wołąkiewicz (* 21. Oktober 1985 in Skarżysko-Kamienna) ist ein polnischer ehemaliger Fußballspieler. Er wurde vorrangig als Innenverteidiger eingesetzt.

## Laufbahn

### Vereine
Wołąkiewicz begann bei Tęcza 34 Płońsk mit dem Fußballspielen. Als Jugendspieler ging er 2002 zu Amica Wronki, wo er ein Jahr später in die Ligamannschaft aufrückte. 2007 wechselte er, für eine Ablösesumme von 25.000 Euro, in die 2. Liga zu Lechia Gdańsk, wo er Stammspieler war und nach dem Aufstieg in die Ekstraklasa, sogar zum Nationalspieler reifte. 2011 wechselte er dann, für eine Ablösesumme von 125.000 Euro, zum Ligakonkurrenten Lech Posen. Hier konnte er sich anfänglich auch durchsetzen und erkämpfte sich schnell einen Stammplatz.
In der Saison 2014/15 kam er nur noch selten zum Einsatz und wechselte nach Rumänien zu Astra Giurgiu. Von dort wechselte er nach nur einem Einsatz im Sommer 2015 zu KS Cracovia aus Krakau. 2017 schloss er sich dem Zweitligisten Chojniczanka Chojnice an, wo er 2018 den Aufstieg in die Ekstraklasa knapp verpasste. Nach einem Intermezzo bei Widzew Łódź 2020 spielt er unterklassig.

### Nationalmannschaft
In der polnischen Nationalmannschaft kam Wołąkiewicz 2010 in drei Freundschaftsspielen gegen Ekuador (2:2), die Elfenbeinküste (3:1) und Bosnien-Herzegowina (2:2) sowie 2011 gegen die Moldau (1:0) zum Einsatz, in denen er ohne Torerfolg blieb.